# Fahma Mohamed
 (novembre 2017).
Si vous disposez d'ouvrages ou d'articles de référence ou si vous connaissez des sites web de qualité traitant du thème abordé ici, merci de compléter l'article en donnant les références utiles à sa vérifiabilité et en les liant à la section « Notes et références ».
Fahma Mohamed, née en 1996 aux Pays-Bas, est une militante britannique pour les droits des femmes et plus particulièrement contre la mutitation génitale féminine.

## Biographie
Fahma Mohamed est une Britannique d'origine somalienne. Elle a grandi aux Pays-Bas avant d'arriver en Grande-Bretagne à l'âge de 7 ans. Elle a étudié à la City Academy de Bristol.

## Engagement politique
Depuis 2011, Fahma Mohamed mène avec l'association caritative Integrate Bristol une campagne pour mettre fin à la mutilation génitale féminine (MGF). Les femmes se réunissent pour débattre. 
La pétition lancée sur Change.org le 6 février 2014 avec l'appui du journal The Guardian a reçu plus de 250 000 signatures influençant le secrétaire à l'éducation, Michael Gove, à écrire une lettre à toutes les écoles d'Angleterre. Elle a reçu le support de nombreuses personnalités dont ceux de Malala Yousafzai et de Ban Ki-moon. 
En 2015, le gouvernement somalien a finalement annoncé que la MGF était illégale. 
Fahma Mohamed milite aussi contre le phénomène de prédation sexuelle en ligne et au mariage forcé des enfants.
En 2016, elle reçoit un doctorat honorifique à l'université de Bristol.

## Distinction
- Jeune militante de l'année 2014 par le magazine britannique Good Housekeeping[5],[6].